# 퓰리처상 탐사 보도 부문
퓰리처상 탐사 보도 부문(Pulitzer Prize for Investigative Reporting)은 미국의 시상식인 퓰리처상의 14개 저널리즘 분야 중의 하나이다.

## 수상 내역
- 1990년 미네아폴리스 스타 트리뷴
- 1991년 인디애나폴리스 스타: 의료과실에 대한 보도
- 1992년 댈러스모닝뉴스: 광범위한 부정 행위와 권력의 남용
- 1993년 올랜도 센티널
- 1994년 Providence Journal-Bulletin
- 1995년 롱아일랜드 뉴스데이
- 1996년 The Orange County Register, Santa Ana, CA
- 1997년 시애틀 타임스
- 1998년 볼티모어 선
- 1999년 마이애미 헤럴드
- 2000년 최상훈, 찰스 한레이, 멘도자(이상 프리랜서 기자)
- 2001년 LA 타임스
- 2002년 워싱턴 포스트
- 2003년 뉴욕 타임스
- 2004년 Michael D. Sallah, Mitch Weiss and Joe Mahr of The Blade, Toledo, OH
- 2005년 주간 윌러미트
- 2006년 워싱턴 포스트
- 2007년 버밍햄 뉴스
- 2008년 뉴욕 타임스, 시카고 트리뷴
- 2009년 뉴욕 타임스
- 2010년 필라델피아 데일리뉴스, 뉴욕 타임스 매거진
- 2011년 사라소타 헤럴드 트리뷴
- 2012년 시애틀 타임스
- 2013년 뉴욕 타임스
- 2014년 The Center for Public Integrity
- 2015년
  - 뉴욕타임스: 연방정부를 대상으로 한 로비스트들의 로비 실태를 보도
  - 월 스트리트 저널: 노인의료보험제도 ‘메디케어’의 문제점을 분석

## 같이 보기
- 조지 폴크상